# مهدخت مخبر
مَهدُخت مُخبِر (زادهٔ ۱۲ مهر ۱۳۲۲ در رشت – درگذشتهٔ ۷ آبان ۱۳۹۸ در تهران) شاعر و ترانه‌سرای اهل ایران بود.

## زندگی هنری
مهدخت مخبر ۱۲ مهر سال ۱۳۲۲ در رشت متولد شد. از کودکی به واسطه پدرش با شعر و ادبیات آشنا و با صدای ساز فلوت برادرش به موسیقی علاقه‌مند شد. او از سال اول دبیرستان به تهران رفت. در سال ۱۳۴۸ به «ایرج جنتی عطایی» معرفی و توسط وی به رادیو دعوت شد و با «اسدالله ملک» همکاری خود را آغاز نمود. در رادیو با هنرمندانی نظیر: علی تجویدی، پژمان بختیاری، فریدون مشیری، سیمین بهبهانی، بزرگ لشکری، هوشنگ ابتهاج و معینی کرمانشاهی آشنا شد. در سال ۱۳۴۹ اولین ترانهٔ وی با نام «همیشه بهار گیلانه» با ملودی «حسین صمدی» توسط «ناصر مسعودی» اجرا و ضبط شد.
او که بیش از نیم قرن به فعالیت هنری خود ادامه داد با هنرمندانی نظیر: اسدالله ملک، علی تجویدی، محمود تاج‌بخش، بزرگ لشکری، جواد لشگری، منوچهر لشکری، محمدجلیل عندلیبی و … همکاری داشته‌است. وی گویندگی در برخی برنامه‌های رادیویی نیز به عهده داشته‌است. او به عنوان مددکار اجتماعی، مسئول هنردرمانی و کارشناس امور اجتماعی در دانشگاه علوم پزشکی ایران همکاری کرده و بازنشسته اداره کل آموزش دانشگاه علوم پزشکی ایران بود.
مجموعه‌ای از ترانه‌های وی در کتابی با عنوان «ترانه‌های دیروز، امروز و چند لحظه بعد» توسط نشر پیکان منتشر شده‌است. او همچنین در یک آلبوم صوتی با عنوان «صدای شاعر» بخشی از اشعار و سروده‌های خود را بازخوانی کرده‌است.
آثار وی توسط خوانندگانی نظیر: اکبر گلپایگانی، محمودی خوانساری، کورس سرهنگ‌زاده، نادر گلچین، سیمین غانم، علیرضا افتخاری، ناصر مسعودی، مسعود خادم، مسعود کهریزی، داوود نبی‌زاده و … اجرا شده‌اند. او عضو مؤسسه هنرمندان پیشکسوت بود.
از ترانه‌های مشهور مهدخت مخبر می‌توان به «امان از جدایی»، «ای عشق»، «دلخرابات» و… اشاره نمود.

## بیماری و درگذشت
مهدخت مخبر که به رماتیسم مفصلی مبتلا شده بود از اوایل سال ۱۳۹۶ با کمک مؤسسه هنرمندان پیش‌کسوت در آسایشگاه سالمندان مستقر شد. او سرانجام در تاریخ ۷ آبان سال ۱۳۹۸ پس از تحمل یک دوره بیماری در سن ۷۶ سالگی در تهران درگذشت. مراسم خاکسپاری پیکر مهدخت مخبر، صبح روز شنبه ۱۱ آبان ۱۳۹۸ در قطعه هنرمندان بهشت زهرا برگزار شد.